# Umkirch
Umkirch est une commune de Bade-Wurtemberg (Allemagne), située dans l'arrondissement de Brisgau-Haute-Forêt-Noire, dans le district de Fribourg-en-Brisgau, à huit kilomètres à l'ouest de la ville de Fribourg-en-Brisgau.

## Histoire
Umkirch fut évoqué pour la première fois en 1087 sous le nom d'Untkilicha, et a fêté son 925e anniversaire en 2012.
Bien que située dans le diocèse de Constance, l'Église d'Umkrich releva jusqu'en 1806 de l'Evêché de Bâle.

## Jumelage
- Bruges (Gironde) (France) depuis 1989